# Sakurasou no Pet na Kanojo
Sakurasou no Pet na Kanojo (さくら荘のペットな彼女, Sakura-sō no Petto na Kanojo) est un light novel japonais écrit par Hajime Kamoshida, et illustré par Kēji Mizoguchi. Le premier volume est paru en janvier 2010, et douze volumes ont été publiés par ASCII Media Works. Une adaptation en manga est publiée depuis avril 2011, et une série télévisée d'animation de 24 épisodes a été diffusée entre octobre 2012 et mars 2013.

## Synopsis
Kanda Sorata est un lycéen de seize ans, qui vit à Sakurasou, un dortoir réservé à certains élèves de la section Arts du lycée Suimei (surnommé Suiko ou Sui). Un jour, Shiina Mashiro, une très belle et talentueuse jeune fille, qui est secrètement mangaka, arrive à Sakurasou. Aux premiers abords, elle paraît comme une lycéenne tout à fait normale, sauf qu'elle se révèle être incapable de prendre soin d'elle-même : elle ne sait pas cuisiner, ni ranger sa chambre, et elle montre des difficultés dans les tâches quotidiennes. Très vite, elle va devenir dépendante de Sorata, qui la considère comme sa petite sœur. De ce fait, le jeune lycéen va tout mettre en œuvre pour aider Mashiro dans ses tâches quotidiennes. C'est ainsi que débute la relation peu ordinaire entre un « Maître et son Animal de Compagnie. »

## Personnages

### Résidents du Dortoir Sakurasou
Sorata Kanda (神田空太, Kanda Sorata)
Voix japonaise : Yoshitsugu Matsuoka
Sorata est le protagoniste de l'histoire. Il est en deuxième année (plus tard en troisième année) à Suiko, et vit dans la chambre 101 du Dortoir Sakurasou. Il a été expulsé du dortoir des garçons après avoir choisi de recueillir un chat errant. Comme bon nombre des résidents du Dortoir Sakurasou ont d'excellentes notes et possèdent de hautes compétences artistiques, il se sent souvent mal à l'aise face à eux. Son but en arrivant à Sakurasou est d'en échapper le plus vite possible pour réintégrer les dortoirs normaux après avoir trouvé un propriétaire pour son chat. Peu après le début de l'histoire, il change d'avis, décide de rester à Sakurasou et commence à concevoir des jeux vidéo. Il est choisi par son professeur, Chihiro-sensei, de prendre soin de la jeune Mashiro, bien qu'il résiste au départ, il finit par accepter.
La principale vocation de Sorata est de devenir un concepteur de jeux vidéo, mais sa proposition de jeu à une célèbre société informatique a été maintes fois refusée. À la fin du huitième volume, il avoue ses sentiments à Mashiro. Il ne peut s'empêcher de recueillir des chats errants, et il finit par en garder sept dans sa chambre.
Mashiro Shiina (椎名ましろ, Shiina Mashiro)
Voix japonaise : Ai Kayano'
Mashiro est la résidente de la chambre 202. Elle est une artiste de renommée internationale qui a été transférée à Suiko en deuxième année pour apprendre à dessiner des mangas. Bien que ses œuvres soient mondialement connues, en dépit de son jeune âge, elle ne sait rien faire d'autre que le dessin, et a un manque extrême de bon sens, elle ne peut donc vivre seule. Pour cette raison, Sorata a été contraint de s'occuper d'elle. Dans le troisième volume, Mashiro commence à développer des sentiments envers Sorata, et elle affirme même qu'elle ne peut pas vivre sans lui. Elle a de mauvaises notes, car elle n'est pas attentive à ses cours, mais cela ne l'empêche pas de passer les examens de rattrapage en se souvenant de toutes les réponses grâce à son talent artistique. Mashiro a l'intention de vivre avec Sorata et de devenir mangaka, après avoir obtenu son diplôme. Dans le cinquième volume, Mashiro se confie envers Sorata
Nanami Aoyama (青山 七海, Aoyama Nanami)
Voix japonaise : Mariko Nakatsu
Nanami est une camarade de classe de Sorata, qui rejoindra plus tard le Dortoir Sakura, dans la chambre 203. Misaki la surnomme "Nanamin". Même si elle est parfois froide envers Sorata, elle éprouve en réalité des sentiments pour lui, et tout leur entourage, hormis Sorata, l'a remarqué. Elle est partie de chez elle pour devenir une actrice de doublage, elle doit donc vivre par elle-même. Un jour, l'école lui annonce qu'elle n'a plus assez d'argent pour vivre dans le dortoir normal, malgré son travail à temps partiel dans une supérette. Elle décide alors de déménager au Dortoir Sakura, pour se rapprocher de Sorata, ce dernier commençant à beaucoup apprécier la jeune Mashiro. Elle rencontre la mère de Sorata dans le cinquième volume et son amour pour lui grandit encore plus. Dans le sixième volume, elle échoue au concours d'entrée de l'école de doublage, elle décide alors de retrouver ses parents afin de leur expliquer ses envies et ses projets futurs. Elle réussit à les convaincre de la laisser continuer ses études, elle restera donc au Dortoir Sakura pour sa dernière année de lycée.
Misaki Kamiigusa (上井草美咲, Kamiigusa Misaki)
Voix japonaise : Natsumi Takamori
Misaki est la résidente de la chambre 201. Elle est en troisième année au lycée Suiko, plus tard elle étudiera à l'université Suimei. Elle est très sociable et optimiste. Sorata fait souvent référence à elle comme un "alien". Elle a de bonnes notes et est très douée pour le dessin, mais l'école a décidé de l'envoyer au Dortoir Sakura pour la simple raison qu'elle passait tout son temps à jouer aux jeux vidéo ou à lire des mangas au lieu de travailler. Elle est douée pour faire des animes et arrive à se débrouiller seule. Elle a déjà vendu un anime à une maison d'édition célèbre et a donc assez d'argent pour vivre comme il lui plaît. Elle est amoureuse de Jin, et ne s'en cache pas, malgré le fait que celui-ci reste distant pour des raisons inconnues. Les deux lycéens vont finalement former un couple au cours du cinquième volume. Dans le sixième volume, elle utilise son contrat de mariage sans demander l'avis de Jin, ce qui les rend officiellement mari et femme, son nouveau nom est alors Misaki Mitaka. Elle décide d'habiter dans une maison en face du dortoir Sakura, après avoir obtenu son diplôme.
Jin Mitaka (三鹰仁, Mitaka Jin)
Voix japonaise : Takahiro Sakurai
Jin est le résident de la chambre 103. Il est en troisième année au lycée Suiko. Il est un ami d'enfance de Misaki et a des sentiments pour elle, mais il pense qu'il ne mérite pas son amour. C'est pourquoi il joue les indifférents à son égard. Il est sorti avec plusieurs filles, dont la sœur jumelle de Misaki (Fuuka), mais il a fini par rompre. Il devient le petit-ami de Misaki lors du cinquième volume. Son plus grand rêve est de devenir un dramaturge célèbre, pour cette raison il partira étudier à l'université d'Osaka. Pour consoler Misaki, il lui donne un contrat de mariage mais la jeune fille finit par l'utiliser peu de temps après, ce qui les rend officiellement mariés.
Ryuunosuke Akasaka (赤坂龙之介, Ryunosuke Akasaka)
Voix japonaise : Yui Horie
Ryuunosuke est le résident de la chambre 102. Il est en deuxième année au lycée Suiko. C'est un hikikomori qui quitte rarement sa chambre, il communique avec les autres par sms ou e-mails. Afin de réduire son besoin de communiquer avec les autres, il a créé un programme s'appelant "Meido-chan" (メイド, Meido). Il est un expert en programmation informatique, et donne beaucoup de conseils à Sorata. Son objectif ultime est de transformer sa Maid en humaine. Il se sent très mal à l'aise avec les filles, il peut même s'évanouir quand celles-ci osent le toucher. Cela s'aggrave quand Rita tombe amoureuse de lui et l'embrasse sur la joue. Il mange énormément de tomates. Il est surnommé « Dragon » par Misaki (en japonais, « ryuu » signifie « dragon »). Au cours de ses années collège, Ryuunosuke faisait partie d'un projet de jeu vidéo avec des amis, mais comme il était surdoué, les autres n'arrivaient jamais à son niveau, ils ont été jaloux et l'ont rejeté. De ce fait, Ryuunosuke est devenu méfiant et distant (même avec les résidents du Dortoir Sakura). Cependant, à la suite d'une conversation avec Rita, il parvient à surmonter sa peur et aide ses camarades pour éviter que le Dortoir Sakura ne soit démoli.
Chihiro Sengoku (千石 千尋, Sengoku Chihiro)
Voix japonaise : Megumi Toyoguchi
Chihiro est responsable du Dortoir Sakura et est un professeur d'art de Suiko. En dépit d'être une enseignante, Chihiro-sensei est paresseuse et passe son temps à boire de l'alcool et à sortir avec des hommes. Elle donne souvent de mauvais conseils à Sorata. Elle est la cousine de Mashiro et c'est elle qui a demandé son transfert au Japon. Elle oblige Sorata à prendre soin de Mashiro. Par le passé, elle a étudié à Suiko et voulait devenir une artiste professionnelle, mais elle a changé d'avis et est devenue professeur d'art pour des raisons inconnues.
Au-delà de ses airs de femme indifférente et antipathique, elle peut donner de précieux conseils aux résidents de Sakurasou à qui elle est très attachée.
Iori Himemiya (姫宮 伊織, Himemiya Iori)
Voix japonaise : Nobunaga Shimazaki
Iori est le petit frère de Saori Himemiya et est un étudiant de première année de Suiko. Il commence à vivre au Dortoir Sakura après que Jin et Misaki sont diplômés. Il a été transféré au Dortoir Sakura, car il a été surpris dans le dortoir des filles. Il a des sentiments envers Kanna.
Kanna Hase (長谷 栞奈, Hase Kanna)
Voix japonaise : Haruka Yamazaki
Kanna est une étudiante de première année vivant dans le Dortoir Sakura, elle est arrivée en même temps que Iori. Sa note à l'examen d'entrée du lycée Suiko est la plus élevée qui soit. Après son admission, elle est partie au Dortoir Sakura parce qu'elle ne supportait pas de partager une chambre avec une autre personne.

### Étudiants de Suiko
Yuko Kanda (神田优子, Yūko Kanda)
Voix japonaise : Yui Ogura
Yuko est la petite sœur de Sorata et est en troisième année de l'école secondaire, elle ira plus tard au lycée Suiko. Elle aime beaucoup Sorata et aimerait l'avoir exclusivement pour elle. Au début, elle déteste les filles de Sakurasou, pensant qu'elles sont amoureuses de Sorata mais plus tard, lorsqu'elles viennent séjourner dans la maison familiale, elle apprend à les connaître et change d'avis. Elle est très tête en l'air, et a tendance à prendre des conclusions trop hâtives au sujet de son frère et de ses relations. Plus tard, elle devient une première année au lycée Suiko, pendant que son frère est en dernière année.
Daichi Miyahara (宫原大地, Miyahara Daichi)
Voix japonaise : Taishi Murata
Daichi est un camarade de classe de Sorata et Nanami. Il est amoureux Nanami et fait tout pour lui plaire.
Mayu Takasaki (高崎茧, Takasaki Mayu)
Voix japonaise : Yurika Kubo
Mayu est une camarade de classe de Sorata et Nanami.
Saori Himemiya (姫宫沙织, Himemiya Saori)
Voix japonaise : Ayumi Fujimura
Saori est en troisième année, dans la section musique au lycée Suiko. Misaki la surnomme "Hauhau". Saori produit la musique des animes de Misaki. Elle sort avec Soichiro.
Soichiro Tatebayashi (馆林総一郎, Tatebayashi Soichiro)
Voix japonaise : Satoshi Hino
Soichiro est un étudiant de troisième année et est le président du conseil des lycéens. Il est ami avec Jin, et sort avec Saori.

### Autres
Rita Ainsworth (リタ・エインワーズ, Rita Einwāzu)
Voix japonaise : Ayako Kawasumi
Rita était la colocataire de Mashiro lorsque celle-ci était en Angleterre. Elle a le même âge que Sorata et Mashiro, et est réputée pour sa beauté. Elle a été jalouse du talent de Mashiro et l'a conseillée de dessiner des mangas en espérant que le monde de l'art se désintéresserait d'elle, mais plus tard, elle regrette ses paroles et part au Japon pour convaincre Mashiro de retourner en Angleterre. Après avoir compris la détermination de Mashiro, elle abandonne, retourne en Angleterre et se remet à peindre. Elle tombe amoureuse de Ryuunosuke et l'embrasse sur la joue à l'aéroport, ce qui le fait perdre connaissance. Ryuunosuke se montre froid avec elle, laissant Meido-chan répondre à ses e-mails. Dans le cinquième volume, elle se rend au Japon à nouveau pour revoir Ryuunosuke à l'occasion de la Saint-Valentin. Elle y retournera également lors de la cérémonie des diplômes de Jin et Misaki. À la suite d'une demande de Ryuunosuke, Rita jouera un rôle non négligeable dans la lutte contre la démolition de Sakurasou.
Kazuki Fujisawa (藤沢 和希, Fujisawa Kazuki)
Voix japonaise : Shintarō Asanuma
Initialement présenté comme l'un des juges de "Faisons un jeu", Kazuki se révèle plus tard être un ancien élève de Suiko et occupant de Sakurasou. Il laisse entendre qu'il a des sentiments pour Chihiro. Sorata l'idolâtre, et Kazuki admire les efforts du jeune lycéen. Il devient plus tard le mentor de Sorata.
Ayano Iida (飯田 綾乃, Iida Ayano)
Voix japonaise : Masumi Asano
Ayano est l'éditrice du manga de Mashiro, elle est aussi amie avec Rita.
Fūka Kamiigusa (上井草 風香, Kamiigusa Fūka)
Voix japonaise : Saori Hayami
Fūka est la sœur jumelle de Misaki. C'est une amie d'enfance de Jin, et une ex-petite amie également.
Koharu Shirayama (白山 小春, Shirayama Koharu)
Voix japonaise : Mikako Takahashi
Koharu est le professeur principal de la classe de Sorata. Elle et Chihiro se connaissaient quand elles étaient au lycée.
Le père de Sorata (空太の父)
Voix japonaise : Tōru Ōkawa
Akiko Kanda (神田 明子, Kanda Akiko)
Voix japonaise : Satomi Arai
Mère de Sorata.

## Production et supports

### Light novel
Sakurasou no Pet na Kanojo est composée de treize volumes édités par ASCII Media Works sous la marque de publication Dengeki Bunko. La publication du premier volume de la série date du 10 janvier 2010. Le dixième et dernier volume est sorti le 10 juillet 2013,. Trois volumes bonus, 5.5, 7.5 et 10.5, sont également sortis,,.

#### Liste des volumes
| no   | Japonais          | Japonais      |
| no   | Date de sortie    | ISBN          |
| ---- | ----------------- | ------------- |
| 1    | 10 janvier 2010   | 9784048682800 |
| 2    | 10 avril 2010     | 9784048684637 |
| 3    | 10 août 2010      | 9784048687652 |
| 4    | 10 décembre 2010  | 9784048701235 |
| 5    | 10 mai 2011       | 9784048704168 |
| 5.5  | 10 septembre 2011 | 9784048707497 |
| 6    | 10 décembre 2011  | 9784048861403 |
| 7    | 10 avril 2012     | 9784048865432 |
| 7.5  | 10 août 2012      | 9784048868013 |
| 8    | 10 octobre 2012   | 9784048869867 |
| 9    | 10 mars 2013      | 9784048914710 |
| 10   | 10 juillet 2013   | 9784048917940 |
| 10.5 | 8 mars 2014       | 9784048664127 |

### Manga
Une adaptation en manga a vu le jour en avril 2011, illustrée par Hōki Kusano et édité par ASCII Media Works. Le manga a fait ses débuts dans le magazine Dengeki G's Magazine. Le premier volume a été publié le 27 octobre 2011, sept autres tomes sont sortis depuis lors, le dernier étant paru le 27 juin 2015.

#### Liste des volumes
| no | Japonais          | Japonais      |
| no | Date de sortie    | ISBN          |
| -- | ----------------- | ------------- |
| 1  | 27 octobre 2011   | 9784048709866 |
| 2  | 26 mai 2012       | 9784048865081 |
| 3  | 27 octobre 2012   | 9784048910262 |
| 4  | 27 mars 2013      | 9784048914604 |
| 5  | 27 septembre 2013 | 9784048919210 |
| 6  | 27 mars 2014      | 9784048663878 |
| 7  | 27 octobre 2014   | 9784048669412 |
| 8  | 27 juin 2015      | 9784048650830 |

### Anime
La production de la série télévisée d'animation a été annoncée en avril 2012. Elle est produite par J.C. Staff et dirigée par Atsuko Ishizuka,. Elle a été diffusée au Japon entre le 9 octobre 2012 et 26 mars 2013 sur la chaîne Tokyo MX. La série est diffusée en streaming par Crunchyroll et licenciée par Media Factory au Japon ainsi que Sentai Filmworks en Amérique du Nord. La série est composée de 5 compositions principales : trois openings et deux endings. Le premier opening est Kimi ga Yume o Tsuretekita (君が夢を連れてきた) chanté par Pet na Kanojotachi, composé de Ai Kayano, Mariko Nakatsu, et Natsumi Takamori. Le premier ending est "Days of Dash" de Konomi Suzuki. À partir de l'épisode 13, le nouvel opening est Yume no Tsuzuki (夢の続き) de Konomi Suzuki de nouveau. L'ending est Prime Number (Kimi to Deaeru Hi) (Prime Number ~君と出会える日~) de Asuka Ookura. L'opening de l'épisode 14 est I Call Your Name Again de Mariko Nakatsu.

## Visual novel
Un visual novel a été mis au point par Netchubiyori et publié par ASCII Media Works, disponible sur PlayStation Portable et PlayStation Vita le 14 février 2013,. 

### Sources
1. 1 2 3 4 5 6 7  (ja) « スタッフ・キャスト｜『さくら荘のペットな彼女』アニメ公式サイト », sur sakurasou.tv (consulté le 18 avril 2023).
2. ↑  (ja) « さくら荘のペットな彼女 ｜ 書籍情報 ｜ 電撃文庫公式サイト ».
3. ↑  (en) « Pet Girl of Sakurasou Light Novels to End in 2 More Volumes », sur Anime News Network.
4. ↑  (en) « Last Pet Girl of Sakurasou Light Novel Slated for July », sur Anime News Network.
5. ↑  (ja) « さくら荘のペットな彼女 », sur asciimw.jp.
6. ↑  (ja) « さくら荘のペットな彼女5.5 », sur asciimw.jp.
7. ↑  (ja) « さくら荘のペットな彼女7.5 », sur asciimw.jp.
8. ↑  (ja) « さくら荘のペットな彼女10.5 », sur asciimw.jp.
9. ↑  (ja) « さくら荘のペットな彼女（1） », sur asciimw.jp.
10. ↑  (ja) « さくら荘のペットな彼女（8） », sur asciimw.jp.
11. ↑  (en) « Sakurasou no Pet na Kanojo Light Novels Get TV Anime », sur Anime News Network.
12. ↑  (en) « Sakurasou no Pet na Kanojo Anime's 1st Ad Streamed », sur Anime News Network.
13. ↑  (ja) « Staff », sur sakurasou.tv.
14. ↑  (en) « Sakurasou no Pet na Kanojo TV Anime Slated for October », sur Anime News Network.
15. ↑  (en) « Crunchyroll Streams The Pet Girl of Sakurasou TV Anime », sur Anime News Network.
16. ↑  (ja) « Blu-ray&DVD - 関連商品｜『さくら荘のペットな彼女』アニメ公式サイト », sur sakurasou.tv.
17. ↑  (en) « Sentai Filmworks Adds Ebiten, Sakurasou, Say I Love You Anime », sur Anime News Network.
18. ↑  (en) « The Pet Girl of Sakurasou Game Slated for January », sur Anime News Network.
19. ↑  (ja) « さくら荘のペットな彼女 ： 人気ラノベがテレビアニメ化　ましろ役に茅野愛衣 », sur mantan-web.jp.

### Œuvres
Issu de (ja) « 検索結果一覧｜KADOKAWA », sur kadokawa.co.jp (consulté le 25 avril 2019)
Light novel
1. 1 2  « さくら荘のペットな彼女 ».
2. 1 2  « さくら荘のペットな彼女2 ».
3. 1 2  « さくら荘のペットな彼女3 ».
4. 1 2  « さくら荘のペットな彼女4 ».
5. 1 2  « さくら荘のペットな彼女5 ».
6. 1 2  « さくら荘のペットな彼女5.5 ».
7. 1 2  « さくら荘のペットな彼女6 ».
8. 1 2  « さくら荘のペットな彼女7 ».
9. 1 2  « さくら荘のペットな彼女7.5 ».
10. 1 2  « さくら荘のペットな彼女8 ».
11. 1 2  « さくら荘のペットな彼女9 ».
12. 1 2  « さくら荘のペットな彼女10 ».
13. 1 2  « さくら荘のペットな彼女10.5 ».

Manga
1. 1 2  « さくら荘のペットな彼女(1) ».
2. 1 2  « さくら荘のペットな彼女(2) ».
3. 1 2  « さくら荘のペットな彼女(3) ».
4. 1 2  « さくら荘のペットな彼女(4) ».
5. 1 2  « さくら荘のペットな彼女(5) ».
6. 1 2  « さくら荘のペットな彼女(6) ».
7. 1 2  « さくら荘のペットな彼女(7) ».
8. 1 2  « さくら荘のペットな彼女(8) ».